# Kaniška Iva
Kaniška Iva – wieś w Chorwacji, w żupanii bielowarsko-bilogorskiej, w mieście Garešnica. W 2011 roku liczyła 466 mieszkańców.